# شبرق عديد الأوراق
الشبرق عديد الأوراق (باللاتينية: Ononis polyphylla) نوع نباتي ينتمي إلى جنس الشبرق من الفصيلة البقولية.

## الموئل والانتشار
موطنه المغرب العربي.